# Khatam Ardakan
O Khatam Ardakan Volleyball Club (Persa: خاتم اردکان ‎‎),  é um time iraniano de voleibol masculino da cidade de Ardakan . Atualmente disputa a Super Liga A1 Iraniana e conquistou a medalha de ouro no Campeonato Asiático de 2018.

## Resultados obtidos nas principais competições

### Títulos conquistados
Campeonato Iraniano
- Vice-campeão:2017-18[1]

 Copa do Irã
 Campeonato Asiático: 2018
- Campeão:2018[1]